# Teatro Joy
El Teatro Joy (en inglés: Joy Theater) es un teatro y punto de referencia histórico construido en 1947 en la calle Canal, en el centro de la ciudad de Nueva Orleans, en Luisiana al sur de los Estados Unidos. Las renovaciones en 2011 transformaron el antiguo palacio de películas en un teatro de usos múltiples para música en vivo, comedia tipo stand-up, eventos privados y eventos corporativos. La Icónica marquesina del teatro fue restaurada, al igual que la arquitectura original de estilo art deco del edificio. 